# 山本浩
山本 浩（やまもと ひろし、1953年4月12日 - ）は、日本の元アナウンサー、法政大学スポーツ健康学部教授（社会学・スポーツジャーナリズム論）。元日本放送協会 (NHK) エグゼクティブアナウンサー、解説委員（スポーツ・体育分野担当）。
アナウンサーとしてはサッカー中継の実況に数多く携わったことで知られる。

## 来歴
島根県松江市生まれ。小学4年から中学2年まで静岡県浜松市に住んだことでサッカーに親しむ環境を得る。埼玉県立川越高等学校を経て、東京外国語大学外国語学部ドイツ語学科卒業。大学時代に当時ワールドカップ西ドイツ大会が行われていた西ドイツに3ヶ月間インターンシップで訪れている。
就職活動の際、海外特派員を目指してNHKの記者職を志望していたが、大学に割り振られた応募用紙の数よりも希望者数が上回り、じゃんけんに負けて入手できず一旦は断念。その後、商社やメーカー、民放を対象に就職活動していたところ、NHKのアナウンサー職の応募用紙が回ってきて、迷ったものの、最初はアナウンサーでも途中から記者に変わることが可能だと聞いて応募。最終試験日は民放の記者職の受験と重なったが、担当者の勧めを受け入れてNHKの面接に臨み、内定を得る。1976年入局後の初任地は福島局で、高校野球福島大会の実況を担当するうちに、解説者と話しながら勉強したりするのが面白くなり、記者職への思いは薄れていったという。
その後松山局に赴任してから本格的にスポーツ担当となり、当時日本サッカーリーグ (JSL) 2部に所属していた帝人松山などを取材するなどしてサッカーへの造詣を深める。1982年に第13回全国中学校サッカー大会が愛媛県で開催され、その決勝戦（静岡県・観山中対岡山県・宇野中）の実況を担当したのが全国放送でのサッカー実況デビューであった。この試合の解説を当時日本代表コーチだった花岡英光が担当したことが縁で、花岡から当時日本代表監督だった森孝慈を紹介してもらい、さらに翌1983年に日本代表が松山市で合宿をした際、ドイツ語学科卒の山本が臨時コーチのベルティ・フォクツへのインタビューを自ら申し出たのが契機となってサッカーに本格的に関わるようになった。
当時サッカーの実況担当を希望する人間が少なかったこともあり、東京アナウンス室異動後はサッカー関連の業務が増え、1985年に開催されたFIFAワールドカップメキシコ大会アジア地区最終予選ゾーンB・日本対韓国戦は10月26日の第1戦（国立競技場）と11月3日の第2戦（ソウル・蚕室陸上競技場）の実況を共に担当した。さらにワールドカップメキシコ大会の本大会はプロ野球のシーズンとも重なったことに加え、NHK-BSでの放送中継数が増えたこともあって若手アナウンサーが抜擢されて派遣され、15試合もの実況を担当、当時は情報も少なく、事前の情報収集から準備確認まで1人で行わざるを得なかったという。同大会では、準々決勝のアルゼンチン対イングランド戦におけるディエゴ・マラドーナの5人抜きドリブルのすべてを「マラドーナ」と4度連呼するだけで伝えた実況などにより、多くのサッカーファンの記憶に残る名実況者として名を挙げられている。1993年Jリーグ開幕戦では、当時地元チームが存在していなかった福岡局勤務だったにもかかわらず抜擢され出張し実況を担当、そのまま東京に異動となったという経歴も持つ。以後、500試合以上で実況を担当した。
サッカー以外のスポーツも広く担当しており、特にアルペンスキーの実況を多く担当。長野オリンピックでの実況を始め、冬季オリンピックでの滑降などの実況を担当している。また、高校野球においても、7対29の記録的なワンサイドゲームとなったPL学園対東海大山形戦（1985年8月14日、第67回全国高等学校野球選手権大会第7日第2試合）の実況を務めている。
2000年6月30日にNHK解説委員（スポーツ・体育分野担当）に就任。2006 FIFAワールドカップでは現地（ドイツ）からの取材リポートを行っていた。2008年北京オリンピックでも現地からの取材リポートを担当した。解説委員就任後もアナウンサーを兼務していたが、2005年6月末をもってアナウンサーの職を離れている。
2007年10月、大相撲の時津風部屋で序ノ口力士の時太山が急死した問題を受けて、日本相撲協会が新たに発足させた「再発防止検討委員会」の外部委員に就任した。
2009年3月末をもってNHK解説委員を退き、NHKを退職。同年4月より法政大学に新設されたスポーツ健康学部の教授に就任した。2009年4月10日に教育テレビ、11日未明に総合テレビで「視点・論点」に出演し、NHK退職後初のテレビ出演となり、その後、同番組は2010年2月5日、2011年2月18日に教育テレビ、6日、19日未明に総合テレビに出演した。
2014年1月31日より、日本プロサッカーリーグにリーグ運営の円滑化を目的として新たに設置される、議決権を持たない特任理事（非常勤）に就任。2016年には理事（非常勤）に異動し、2020年の改選で定年（就任年の4月1日現在で満65歳未満）を迎えて退任した。

## 挿話
- 幼少期の浜松時代も自らがサッカーをすることはなく、学内のオーケストラでトランペットを担当する音楽青年だった[3] 。初任地の福島でも最初の希望は音楽番組だった[3]。東京異動後にも当初は音楽番組を担当していた[5]。
- 多数の名語録を生み出した山本であるが、しゃべる言葉は事前にほとんど用意しなかった[5]。自著のタイトルにもなった、FIFAワールドカップメキシコ大会アジア最終予選の冒頭言「東京千駄ヶ谷の国立競技場の曇り空の向こうに、メキシコの青い空が近づいてきているような気がします」も、冒頭言のキーワードとして「東京」「代々木千駄ヶ谷[注釈 1] 」「国立競技場」「メキシコ」という単語のメモだけを用意してしゃべったものであるという[5]。
- FIFAワールドカップメキシコ大会・アルゼンチン対イングランドの「マラドーナの5人抜き」の実況については、解説の岡野俊一郎が長めの解説をした終わり頃にハーフウェーライン付近でマラドーナがボールを受けてしまい、解説を遮ることが出来なかったことに加えて岡野の解説を受けたコメントを入れたためにプレー実況に入るタイミングが遅れてしまったため、咄嗟に「マラドーナ」とだけ言ったが故のものである[14] （マラドーナの5人抜きに対して4回しか連呼できていないのもそれが理由であるという[15]）。当時33歳でサッカー実況としてはまだまだ駆け出しで「実況で余分なことを言うと先輩に怒られた」こともあって「プレーに集中してほしいと考えると、名前を言うぐらいしかできなかった」と振り返っており[16] 、喋りながら「まずい実況をやってしまったな」と反省していた[14]。
- 現在のサッカー実況については、次々とリプレイ映像が流せるようになったため、プレーとプレーの間を以前のようにアナウンサーのしゃべりだけでつなぐ必要がなくなったがゆえに、アナウンサーの個性が出せなくなっていると感じている。同時に、目の前のプレー以上に、様々な観点（選手の起用方法やミスへの対応、プレーの選択など）で試合を見て欲しいとも感じている[3]。
- 取材先で市場巡りをするのが趣味という[5]。

## 出演番組

### 現在の出演番組
- ラジオ深夜便 毎月1回第4日曜日「ないとガイド・スポーツいちおし」（NHKラジオ第1放送 2010.4- 、木ノ原旬望・松瀬学・小林信也との交代制）
- NHK放送のスポーツ討論・報道でのゲスト出演

### 過去の出演番組
- 福島局時代
  - FMリクエストアワー
- 東京異動後
  - あなたのメロディー（1984.4-1985.3）
  - NHKニュース7 川端義明・ 小平桂子アネット（スポーツ）のリリーフ（1993年度）
  - 実戦ガイド2006FIFAワールドカップ 実戦リポート担当（BS1、2005.12 - 2006.6）
  - ドキュメントスポーツ大陸「歴史を変えたワールドカップ」シリーズ （ - 2006.5）。
  - NHKラジオ夕刊
- 解説委員就任後
  - きょうのニュース&スポーツ内「時論公論」
  - スタジオパークからこんにちは内「暮らしの中のニュース解説」
- 退局後
  - Jリーグ公認 スタジアムへキックオフ（旅チャンネル、2009.10 - ）
  - Jリーグタイム（NHK BS1、2009.4 - ） - 月1回出演
  - 年末スポーツ座談会・スポーツ新たな時代2010（2010.12 NHKラジオ第1放送）[注釈 2]

## 書籍
- メキシコの青い空―実況席のサッカー20年（新潮社）2007年8月刊 ISBN 9784103050315
- 実況席のサッカー論（出版芸術社）※ 2007年10月刊 ISBN 9784882933311
- 続・実況席のサッカー論（出版芸術社）※ 2009年8月刊 ISBN 9784882933816
※同じくサッカー実況の倉敷保雄（フリーアナウンサー）との対談、共著。
- スポーツアナウンサー 実況の真髄（岩波新書）※ 2015年10月刊 ISBN 9784004315704

### 注記
1. ↑  当初は「代々木」と書いていたが、ディレクターから国立競技場の所在地が千駄ヶ谷であることを指摘されてメモを直したという[5]。
2. ↑  前年までは西田善夫が担当。